# گابی گارسیا
گابی گارسیا (انگلیسی: Gabi Garcia؛ زادهٔ ۱۷ نوامبر ۱۹۸۵) ورزشکار هنرهای رزمی ترکیبی و بازیگر اهل برزیل است.
گارسیا یک رزمی‌کار ترکیبی و گراپلر برزیلی است. او یکی از موفق‌ترین مبارزان تمام دوران در بخش کمربند مشکی زنان و عضو تالار مشاهیر IBJJF است.